# 2197 Shanghai
2197 Shanghai (1965 YN) là một tiểu hành tinh vành đai chính được phát hiện ngày 30 tháng 12 năm 1965 bởi ở Đài thiên văn Tử Kim Sơn.